# Andy Samberg

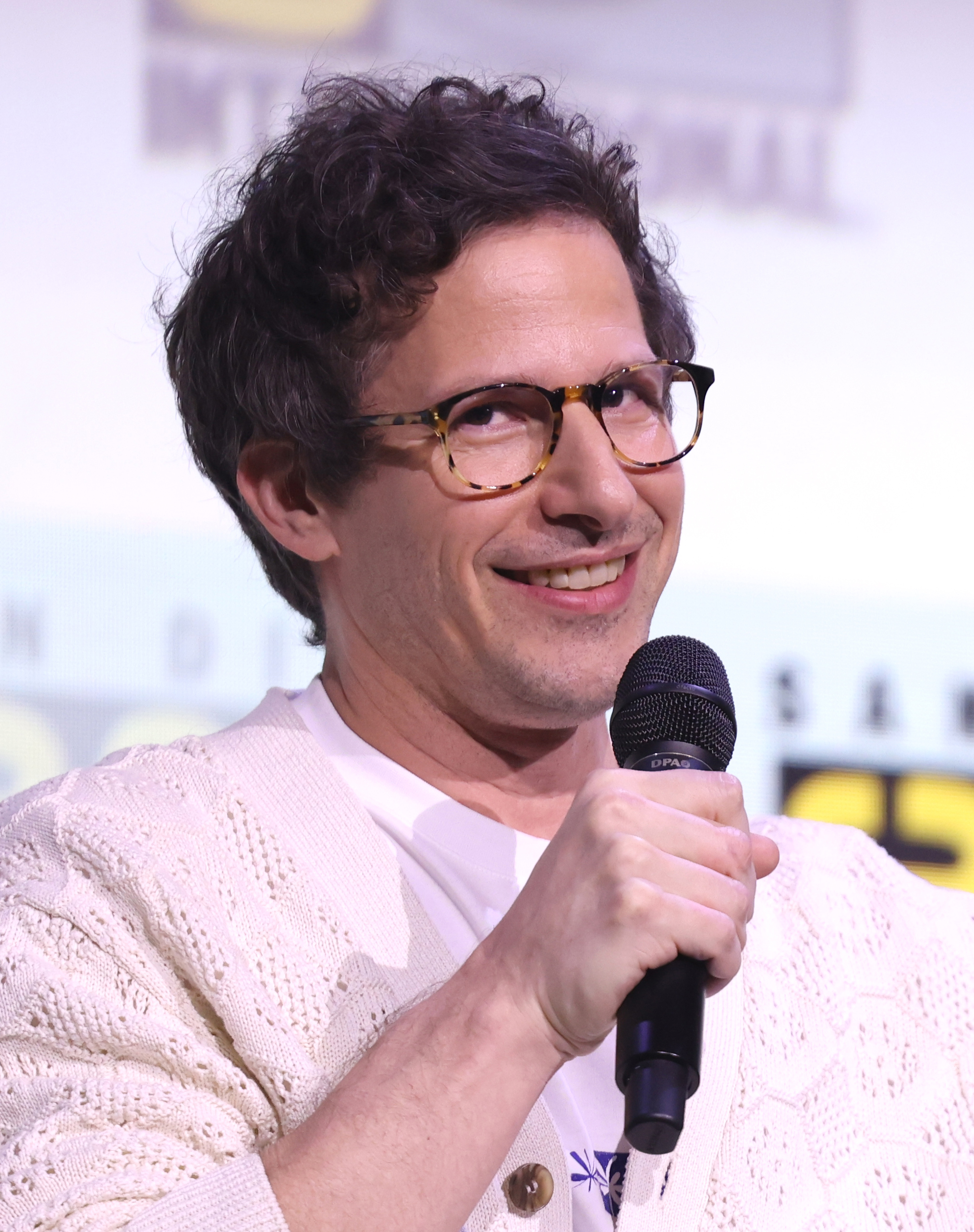
Andy Samberg (2025)

David Andrew J. „Andy“ Samberg (* 18. August 1978 in Berkeley, Kalifornien) ist ein Stand-Up-Comedian, Schauspieler, Filmproduzent und Mitglied von The Lonely Island. Er war außerdem bis zu seinem Ausstieg Mitte 2012 Darsteller bei Saturday Night Live. 2009 moderierte er die MTV Movie Awards, 2015 die Emmys und 2019 die Golden Globe Awards. Von 2013 bis 2021 spielte er die Hauptrolle in der von ihm produzierten Fernsehserie Brooklyn Nine-Nine, für die er 2014 einen Golden Globe Award gewann.

## Leben
Samberg wuchs in einer jüdischen Familie auf und beschreibt sich selbst als nicht besonders religiös. Seine Mutter „Margi“ Marrow ist Grundschullehrerin, sein Vater Joe ist Fotograf. Samberg hat zwei Schwestern.
Er war schon in jungen Jahren Fan der Fernsehsendung Saturday Night Live. Samberg machte 1996 seinen Abschluss an der Berkeley High School, wo er sich für kreatives Schreiben interessierte. Er besuchte zwei Jahre lang das College an der University of California, Santa Cruz, bevor er an die Tisch School of the Arts der New York University wechselte, wo er 2000 seinen Abschluss machte. Der Schriftsteller Murray Miller war sein Zimmergenosse.
Im September 2013 heiratete Samberg die Musikerin Joanna Newsom. 2017 kam die gemeinsame Tochter zur Welt.

## Filmografie (Auswahl)
- 2005: Arrested Development (Fernsehserie, Episode 2x18)
- 2005–2012: Saturday Night Live (Fernsehserie)
- 2007: Hot Rod – Mit Vollgas durch die Hölle (Hot Rod)
- 2008: Space Chimps – Affen im All (Space Chimps, Stimme)
- 2008: Nick und Norah – Soundtrack einer Nacht (Nick and Norah’s Infinite Playlist)
- 2009: Trauzeuge gesucht! (I Love You, Man)
- 2009: Bollywood Hero
- 2009: Wolkig mit Aussicht auf Fleischbällchen (Cloudy with a Chance of Meatballs, Stimme von Baby Brent)
- 2009, 2011: American Dad (Animationsserie, Episoden 6x09, 8x07, Stimme)
- 2010: Parks and Recreation (Fernsehserie, Episode 2x19)
- 2010: The Sarah Silverman Program (Fernsehserie, Episode 3x05)
- 2011: Freunde mit gewissen Vorzügen (Friends with Benefits)
- 2011: Der perfekte Ex (What’s Your Number?)
- 2012, 2014: Cuckoo (Fernsehserie, 7 Episoden)
- 2012: The Watch – Nachbarn der 3. Art (The Watch)
- 2012: Der Chaos-Dad (That’s my Boy)
- 2012: Hotel Transsilvanien (Hotel Transylvania, Stimme von Jonathan)
- 2012: Celeste & Jesse (Celeste & Jesse Forever)
- 2012: 30 Rock (Fernsehserie, Episode 6x04)
- 2012: Portlandia (Fernsehserie, Episode 2x01)
- 2013: Kindsköpfe 2 (Grown Ups 2)
- 2013: Die To-Do Liste (The To Do List)
- 2013–2021: Brooklyn Nine-Nine (Fernsehserie)
- 2013: Wolkig mit Aussicht auf Fleischbällchen 2 (Cloudy With a Chance of Meatballs 2, Stimme von Brent McHale)
- 2014: Bad Neighbors (Neighbors)
- 2015: Hotel Transsilvanien 2 (Hotel Transylvania 2, Stimme von Jonathan)
- 2016: Popstar: Never Stop Never Stopping
- 2016: Störche – Abenteuer im Anflug (Storks, Stimme von Junior)
- 2017: Die Abenteuer von Brigsby Bär (Brigsby Bear)
- 2018: Hotel Transsilvanien 3 – Ein Monster Urlaub (Hotel Transylvania 3: Summer Vacation, Stimme von Jonathan)
- 2019: Der dunkle Kristall: Ära des Widerstands (The Dark Crystal: Age of Resistance, Fernsehserie)
- 2020: Palm Springs
- 2020–2022: Noch nie in meinem Leben … (Never Have I Ever, Fernsehserie, 3 Episoden)
- 2021: America: The Motion Picture (Stimme)
- 2022: Hotel Transsilvanien – Eine Monster Verwandlung (Hotel Transylvania: Transformania, Stimme von Jonathan)
- 2022: Chip und Chap: Die Ritter des Rechts (Chip ‘n’ Dale: Rescue Rangers, Stimme)
- 2022: The Boys Presents: Diabolical (Fernsehserie, 1 Episode)
- 2023: Self Reliance
- 2023: Die Fotografin (Lee)
- seit 2023: Digman! (Fernsehserie)

## Auszeichnungen
| Jahr | Auszeichnung              | Kategorie                                               | Werk                     | Ergebnis  | Beleg  |
| ---- | ------------------------- | ------------------------------------------------------- | ------------------------ | --------- | ------ |
| 2007 | Emmy                      | Musik und Liedtexte                                     | Saturday Night Live      | Gewonnen  | [ 14 ] |
| 2009 | Emmy                      | Musik und Liedtexte                                     | Saturday Night Live      | Nominiert | [ 15 ] |
| 2009 | Teen Choice Award         | Webstar                                                 | Saturday Night Live      | Nominiert | [ 16 ] |
| 2009 | Teen Choice Award         | Bester Comedian                                         | Saturday Night Live      | Nominiert | [ 17 ] |
| 2010 | People’s Choice Award     | Bester Webstar                                          | Saturday Night Live      | Nominiert | [ 18 ] |
| 2011 | Teen Choice Award         | Bester Comedian                                         | Saturday Night Live      | Nominiert | [ 19 ] |
| 2011 | Emmy                      | Musik und Liedtexte                                     | Saturday Night Live      | Nominiert | [ 20 ] |
| 2012 | Teen Choice Award         | Bester Comedian                                         | Saturday Night Live      | Nominiert | [ 21 ] |
| 2014 | People’s Choice Award     | Bester Schauspieler in einer neuen Fernsehsendung       | Brooklyn Nine-Nine       | Nominiert | [ 22 ] |
| 2014 | Golden Globe Award        | Bester Schauspieler – Fernsehserie, Musical oder Comedy | Brooklyn Nine-Nine       | Gewonnen  | [ 23 ] |
| 2014 | American Comedy Award     | Bester Schauspieler im Fernsehen – Comedy               | Brooklyn Nine-Nine       | Gewonnen  | [ 24 ] |
| 2014 | Teen Choice Award         | Bester Schauspieler: Comedy                             | Brooklyn Nine-Nine       | Nominiert | [ 25 ] |
| 2014 | EWwy Award                | Bester Schauspieler, Comedy                             | Brooklyn Nine-Nine       | Nominiert | [ 26 ] |
| 2014 | Screen Actors Guild Award | Bestes Schauspielensemble in einer Comedyserie          | Brooklyn Nine-Nine       | Nominiert |        |
| 2015 | Teen Choice Award         | Bester Schauspieler: Comedy                             | Brooklyn Nine-Nine       | Nominiert | [ 27 ] |
| 2016 | People’s Choice Award     | Bester Schauspieler in einer Comedy-Fernsehserie        | Brooklyn Nine-Nine       | Nominiert | [ 28 ] |
| 2016 | Teen Choice Award         | Bester Schauspieler: Comedy                             | Brooklyn Nine-Nine       | Nominiert | [ 29 ] |
| 2016 | Poppy Awards              | Bester Hauptdarsteller in einer Comedy-Serie            | Brooklyn Nine-Nine       | Gewonnen  | [ 30 ] |
| 2017 | People’s Choice Award     | Bester Comedy-Schauspieler                              | Brooklyn Nine-Nine       | Nominiert | [ 31 ] |
| 2017 | Teen Choice Award         | Bester Schauspieler: Comedy                             | Brooklyn Nine-Nine       | Nominiert | [ 32 ] |
| 2018 | Teen Choice Award         | Bester Schauspieler: Comedy                             | Brooklyn Nine-Nine       | Nominiert | [ 33 ] |
| 2019 | Critics’ Choice Award     | Bester Schauspieler in einer Comedy-Serie               | Brooklyn Nine-Nine       | Nominiert | [ 34 ] |
| 2019 | Teen Choice Award         | Bester Schauspieler: Comedy                             | Brooklyn Nine-Nine       | Nominiert | [ 35 ] |
| 2019 | Emmy                      | Hervorragendes außergewöhnliches Event                  | Golden Globe Awards 2019 | Nominiert |        |

## Sonstiges
Im Alter von 5 Jahren erzählte er seinen Eltern, dass er seinen Namen in Andy ändern wollte.
Samberg besuchte die Grundschule mit seiner späteren Brooklyn Nine-Nine-Co-Darstellerin Chelsea Peretti.